# Iza (Boyacá)
Pour les articles homonymes, voir Iza.
Iza est une municipalité située dans le département de Boyacá, en Colombie.

## Personnalités liées à la municipalité
- Jairo Pérez (1973-) : cycliste né à Iza.